# Teatro Villa-Lobos
O Teatro Villa-Lobos é um teatro localizado na cidade do Rio de Janeiro. Inaugurado em 1979, pertence à Funarj (Fundação Anita Mantuano de Artes do Estado do Rio de Janeiro), vinculada à Secretaria Estadual de Cultura do Rio.

## História

### Construção e inauguração
Localizado em Copacabana, o teatro foi projetado por Raphael Matheus Peres. Sua maior preocupação foi adequar a estrutura à situação do terreno, localizado sobre um interceptor oceânico (tubulação que transporta todo o esgoto da Zona Sul até o emissário de Ipanema). Financiado pela Fundação Estadual de Teatros do Rio de Janeiro (Funterj) e idealizado por Adolfo Bloch e Geraldo Matheus, o teatro começou a ser construído em 1978, ficando pronto treze meses depois. A princípio era para ter se chamado Teatro Ziembinski, em homenagem ao ator e diretor polonês falecido em outubro de 1978, mas no ano seguinte o então governador Faria Lima mudou de ideia, decidindo chamar a casa de Teatro Villa-Lobos. Abriu suas portas em 8 de março de 1979, tendo a primeira peça sido encenada no dia seguinte, Pato com laranja, estrelada por Paulo Autran e Marília Pêra.

### Estrutura
A fachada do edifício foi composta por arcadas de concreto, que foi revestido na parte interna por mármore e granito, materiais escolhidos por sua durabilidade. Procurou reduzir-se o risco de incêndio com a instalação de revestimentos contra o fogo, como o veludo sintético na plateia. Em complemento à sala principal e ao "Espaço 2", foi construído em um bloco de quatro pavimentos um conjunto de camarins, três salas de ensaio, cantina para os artistas, duas cozinhas, consultório médico e farmácia, num total de 6 mil m2 de área construída. Trouxe ainda um espaço infantil, com estrutura totalmente adaptada às crianças (como os bancos do teatro e as louças dos banheiros em tamanho reduzido) e cuja atração principal era um espetáculo de fantoches criado em uma sala de miniaturas.

### Décadas de 1980-1990: Revitalização
Após algum tempo fechado, o teatro foi reaberto em 1984 com um programa musical em homenagem aos 25 anos da morte de Villa-Lobos. Na mesma época, foi criado um projeto de ocupação das horas ociosas da casa, tendo o foyer revitalizado com a criação de uma sala de música e dois bares. Em 1987, o teatro passou por obras de conservação coordenadas pela mesma equipe responsável pela construção. Em 1990, Ítalo Rossi assumiu a direção da casa, e quatro anos mais tarde deu início a um projeto de restauração do local.

### Década de 2010: Reforma e incêndios
Em meados de 2010, o Teatro Villa-Lobos começou a passar por uma ampla reforma. Meses depois, em abril de 2011, a casa sofreu um princípio de incêndio, iniciado na casa de máquinas. O fogo foi rapidamente controlado pelos bombeiros, não provocando grandes danos. Um novo incêndio, porém, voltou a atingir o local em setembro do mesmo ano, destruindo a sala de espetáculos e o palco do teatro, recém reformados. A suspeita é que três explosões de um transformador do último andar tenham provocado o fogo, que não chegou a comprometer a estrutura da construção.